# 正円孔
正円孔（せいえんこう）は蝶形骨にある円形の穴で中頭蓋窩（英語: middle cranial fossa）と翼口蓋窩（英語: pterygopalatine fossa）をつなぐ。ラテン語：foramen rotundum ossis sphenoidalis。

## 構造
正円孔は頭蓋底（英語: base of the skull）に存在する開口部の一つで蝶形骨の前内側に存在する。上顎神経はこの正円孔と翼口蓋窩（英語: pterygopalatine fossa）を通り、頭蓋骨の外に向かう。
正円孔の面積は大きくなく、この事は正円孔が頭部の静脈系の血液循環において、わずかな役割しか果たしていないことを意味している。

## 内容
正円孔は三叉神経第二枝である上顎神経が通る。

## 形態
正円孔は胎児期から出生、青年期までの間徐々に発達する。胎生四ヶ月で完全な輪状となるが、胎児期は卵型であり、出生後に円形となる。円の直径は出生時には2.5mmであるが、15から17歳では3mmに成長し、大人では平均3.55mmである。

## 追加画像

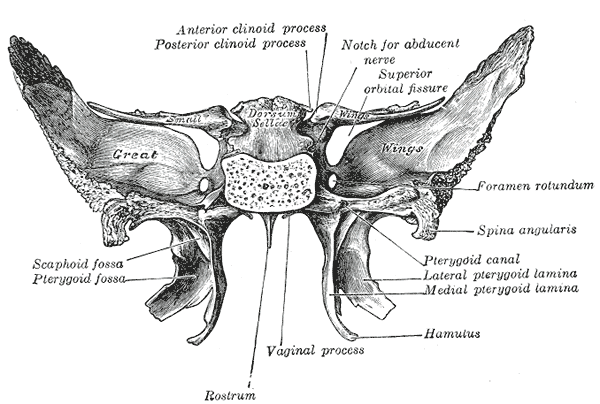
Sphenoid bone. Upper and posterior surfaces.
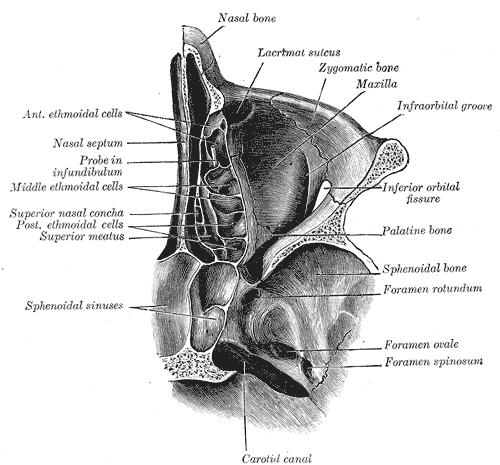
Horizontal section of nasal and orbital cavities.
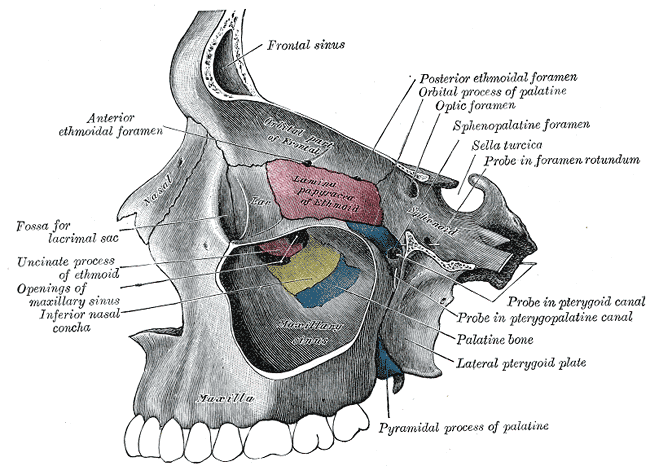
Medial wall of left orbit. The lowest label among those at upper right of the image reads Probe in foramen rotundum.
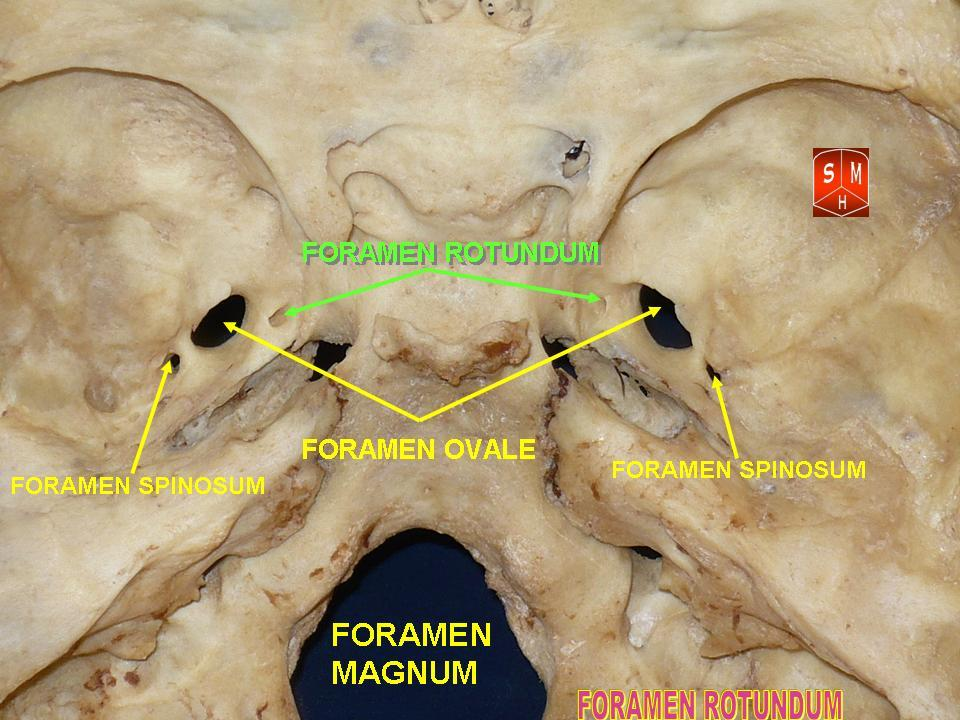
Foramen rotundum
Labeled image of interior skull base.